# Cinzas do Norte
Cinzas do Norte foi o terceiro romance de Milton Hatoum a ganhar o Jabuti, conceituado prêmio brasileiro de literatura, publicado em (2005). Seus dois romances anteriores, Relatos De Um Certo Oriente e Dois Irmãos alcançaram o mesmo prestígio, dando ao amazonense visibilidade e, sobretudo, respeito junto à crítica nacional.

## Características iniciais
Milton usa como pano de fundo de suas obras o cotidiano de nossas cidades. Seja em Manaus, Rio de Janeiro ou Londres, as paixões, os conflitos e a angústia humana.
Cinzas do Norte é uma viagem aos anos iniciais da ditadura militar no Brasil, implantação da Zona Franca de Manaus e criação do bairro da Cidade Nova, retratados pela personagem Mundo e sua arte, e ainda, as relações conflitantes entre cultura e progresso, regionalismo e provençalismo, estudantes e militares. A influência de Gustave Flaubert na obra de Hatoum é marcante.  Mundo, personagem principal, é uma alegoria do exílio.

## Contexto histórico
Duas décadas de grandes transformações, assim podemos definir os anos entre 1960 a 1980 em todo o mundo. A corrida espacial, as revoluções na China e em Cuba, o avanço do socialismo, da medicina e da ciência em todos os campos conturbaram o cenário ideológico mundial, incendiando a mente de jovens revolucionários.
Eram os deuses astronautas? Perguntavam-se alguns, enquanto através de um pequeno tubo de imagens, perplexos, assistiam ao homo sapiens pisar na superfície da Lua.  Veio o anticoncepcional, o computador, o LSD; um mundo mais racional? Embarcava-se no Yellow Submarine, para Woodstock ou para o exílio num sol de quase dezembro. Por que não?
Cinzas do Norte passa-se na Manaus turbulenta de Arthur Reis, nas décadas de agitação política do país, relatando os primeiros anos da ditadura no Brasil e, como já foi dito, a criação do bairro da Cidade Nova. Nesta época, a capital do Amazonas retomava o crescimento interrompido pela queda do preço da borracha. As indústrias viriam a despontar como uma nova perspectiva de progresso, precedidas pelo comércio de produtos como o cumaru, a piaçava e, principalmente, a juta, depois pela zona de livre comércio.
O crescimento desordenado inchava a cidade, tomada pelos caboclos abandonados pelo poder público e por aventureiros vindos de todas as partes do país, dando origem às primeiras invasões, como a Cidade Flutuante, um amontoado de barracos construídos à margem do Rio Negro, e que se estendia do Bairro da Glória até o começo da Compensa.
A implantação de uma área de livre comércio, a Zona Franca de Manaus, foi mais uma preocupação militar no sentido de resguardar a região, até então esquecida, da cobiça estrangeira do que realmente integrá-la ao resto do país.
A infância e parte da juventude do autor se deram nesse contexto que marcou influentemente a composição do romance, permeando-o. Uma narrativa quase fidelíssima de um tempo não muito distante.
Hatoum trabalhou como engenheiro no conjunto habitacional de Eldorado, atual Cidade Nova, porém abandonou o emprego por discordar da maneira como o projeto foi realizado. A agressão ao meio ambiente, denunciada pela personagem Mundo na obra, foi, segundo o próprio Milton, o motivo. O autor também estudou no Ginásio Amazonense D. Pedro II,. As coincidências, ou semelhanças entre autor e obra também estão presentes nas memórias de Alícia, na amizade com a família do empresário J G. de Araújo e as idas a Vila Amazônia. O Morro da Catita, bairro de Vila da Prata, foi onde Hatoum passou parte da infância. As lembranças desse lugar são transcritas pela personagem Ranulfo com exatidão jornalística e histórica. Cinzas do Norte é um romance realístico.

## Personagens
- RAIMUNDO - protagonista (denso). Filho de Alícia e Jano, após ser humilhado na praça em frente aos colegas do Pedro II onde estuda, conhece o escultor Arana, com quem aprimora suas habilidades artísticas. Tem em Jano, a quem procura sempre contrariar, o eterno adversário.  Mundo, que passa um tempo na Europa, é uma alegoria do exílio. Em constante luta contra Trajano, contra a ditadura e tudo aquilo que o oprime, Raimundo é uma representação do ego, ou seja, a fusão das experiências sociais vividas em casa, na escola e no mundo da arte. Como Jano vê nele seu sucessor, o garoto a todo instante procura fugir desse destino imediatista que não reflete seus verdadeiros anseios.
A aptidão pela arte, irritação de Jano, encontra em Arana uma referência e, num segundo momento, um ponto de fuga. Raimundo deixa-se levar pelo Id, representados por Alicia e pela arte, nos quais encontra uma esmagadora força repressora do superego que o atordoa e persegue. Com a ajuda de ambas, consegue o enfrentamento necessário para subverter as relações com a realidade. De um lado, ataca a Jano, quando não aceita seus desígnios; e de outro, com a arte, afronta à ditadura, em uma época em que a livre expressão do pensamento havia sido caçada, ao expressar sua indignação, sua revolta, através das caricaturas, por meio do cabelo despenteado, do rosto sonolento, das mãos sujas de tinta. Na verdade, ele busca, com isso, contextualizar, quer dizer, dar sentido às suas próprias experiências e percepções.
Essa necessidade de auto-realização, que é intrínseca do ser humano, Mundo a vivencia de maneira contundente. Sua arte é completamente subjetiva. Ele procura mostrar o homem da maneira como ele realmente é, além daquilo que aparenta ser, através de seus traços mais marcantes. Zanda, o coronel-tartaruga, é um exemplo disso.
A surra de "cinturão" que deixa marcas eternas, marcas que Mundo faz questão de não deixar cicatrizar, é uma micro-representação do confronto entre Estado e estudantes, das perseguições impostas aos que se opunham. Trajano é a figura do regime, doentio, cavando sua própria cova. Mundo nega o sistema, e ao negá-lo reafirma sua oposição. A morte do artista é também a morte da democracia.
- OLAVO - protagonista (denso); personagem/narrador. Órfão criado pelos tios Ranulfo e Ramira, melhor amigo de Mundo. 	Pode ser interpretado como a parte da sociedade alienada à causa da democracia. Ele, embora não atrapalhe, também não ajuda o protagonista a realizar seus planos de ataque a Jano e à ditadura. Mundo parece poupá-lo. A carreira de profissional liberal que Lavo acaba seguindo reforça seu papel de despreocupação e falta de envolvimento pelo ideário estudantil de libertação nacional.
- ALÍCIA – auxiliar (denso). Mãe de Mundo. Defende o filho dos ataques de Jano. Dissimulada, tem no nome sibilante a força da personagem. Casou-se com o magnata da juta apenas para sufocar seu passado de miséria e fome. Sua personalitè é a pulsação do id. A esposa de Jano tem os traços fortes de Ema Bovary e, assim como sua correspondente, além de possuir um amante, também gasta o dinheiro do marido com coisas supérfluas. Podemos considerá-la com a personagem mais importante da trama, já que dela partem todas as ramificações do enredo. Alícia sempre está por trás de tudo que acontece de importante, corrompendo, influenciando, urdindo as entrelinhas da vida de Mundo, Ran, Jano, Ramira e da irmã Algisa. Alícia é o comburente do inferno pessoal de Trajano.
- RANULFO – auxiliar de Mundo (denso). Tio de Lavo, esconde uma paixão antiga por Alícia, de quem desposou a irmã mais velha Algisa. Um ex-radialista doidivanas. Suas cartas a Mundo revelam as entrelinhas do romance.

Aqui reside uma outra chave do romance. Ranulfo é o reflexo, a imagem oposta a de Trajano, ambos formam um duplo: um é aquilo que o outro nunca será. Enquanto o último é escravo da profissão, do materialismo, o primeiro é um doidivanas, apegado somente ao que é leviano. Este tem muitas mulheres, aquele outro, apesar de casado, nenhuma. Jano é pragmático, Ran é desleixado.
- TRAJANO – “pai” e antagonista de Mundo. Um grande empresário que não aceita as relações do filho com a arte. Mantêm com Alícia um casamento de aparências. É parte do superego repressor de Mundo.
A disputa entre Jano e Mundo é o mote principal do romance. De um lado um pai capitalista, opressor, amigo do regime; de outro, um filho socialista, libertário, desapegado dos bens da família.
O motivo pelo qual Jano persegue o menino é o fato de este opor-se á ideia de seguir a carreira de comerciante que o magnata herdara do pai. Esse rompimento com o passado, provocado por Mundo, trás à tona os desejos reprimidos de Jano, que não teve a mesma coragem de renunciar a um futuro previsível, destinado por outro, e optar por traçá-lo conforme seus próprios sonhos e aspirações juvenis. Jano vivia para o trabalho, assim como seu pai também viveu. Mundo queria ser diferente:
"Meu pai dizia que essa decoração era para que se mergulhasse na sua Pátria", disse Jano. "Nunca mergulhou, não tinha tempo para saudades”. Jano comenta com Lavo a respeito da piscina da casa dos Mattoso em Parintins, na qual o próprio pai do magnata nunca teve tempo para mergulhar por conta do apego ao trabalho.
A repressão de Jano ao desejo pré-consciente de liberdade, de ser ele no mundo, gera seu conflito interior, compensado através do trabalho, sublimado pela permissividade em relação às jogatinas e extravagâncias da mulher, e pela postura firme de Fogo, que é seu alterego encoleirado e personificação de seus instintos. Quando ele repreende a Mundo, na verdade está lutando contra si mesmo. Trajano é um comerciante bem sucedido, mas um homem internamente frustrado.<br<Sua figura sempre austera, preocupada, presa à lide, mascara um ser angustiado por uma vida unilateral, monótona, à qual nem a música nem a leitura conseguem fornecer algum alívio. È justamente essa a imagem que Raimundo mais ojeriza, mais despreza, mas que é também a única referência do pai. “Jano rondava pelo iate, sempre de calça comprida, cinturão, camisa de linho, meias e sapatos pretos [...] Também na Vila Amazônia usava a roupa de trabalho”.
O aspecto mais marcante da personalidade do comerciante/imperador é mesmo sua tragédia particular de não ter ousado viver seu próprio destino. A imagem do camaleão o assusta, o perturba. Ele e Fogo parecem às vezes, fundirem-se em um único ser, ambos presos a coleiras. “Camaleões uma praga, acabam com a plantação. Disse Jano, segurando a coleira de Fogo, que estava perturbado com a cachorrada solta [...]”.

Segundo a interpretação de Hilhelm para o ideograma I, do I-Shing, a figura do camaleão (lagarto), conota mutabilidade e fácil mobilidade. A ela foi agregado o simbolismo do estandarte de um comandante ou senhor feudal, passando a representar poder e transferência de poder entre sábio e discípulo, superior/subordinado. Mundo ao quebrar o vínculo de sucessão rompe com a ordem, com o equilíbrio. Toda a problemática do regime encontra-se diluída na relação tumultuada entre pai e filho. O punho de ferro de Trajano, suas ligações com o alto escalão militar, a Vila.
- RAMIRA - costureira e irmã de Ranulfo; é quem cria Lavo, após a morte da mãe do menino. Odeia Alicia a quem culpa pelo destino infeliz do irmão Ran, e, inconscientemente, por tê-la roubado seu único amor. Através da sublimação e transferência, Ramira supera a ausência de um companheiro, adota o irmão e o sobrinho e ainda sufoca sua paixão dissimulada por Jano. A própria arte da costura em si mesma é uma imagem da vida, pontos e recortes, ajustes e medidas. As roupas, aliás, ganham, no enredo, uma postura de representação plástica da Persona yunguiana. O vestido que Alícia usa na festa, a camisa que Ramira faz carinhosamente para Jano usar na formatura de Mundo, e que acaba servindo-lhe de mortalha, são paramentados imageticamente com a personalidade destes indivíduos.
- ARANA-(auxiliar) Tutor intelectual de Mundo. Considerado por Ran, Jano e Lavo um impostor. Sobrevive da venda de suas obras. Enquanto seu pupilo busca politizar a arte, Arana utiliza-se dela somente para sobreviver, vendendo aquilo que produz por qualquer barganha. Uma carta de Arana a Mundo revela a “verdadeira” paternidade do menino.
- FOGO - É o cão da família Mattoso. O cachorro é, excluindo a empatia de Ramira, o único companheiro fiel de Jano. O dono dispensa a ele a atenção que não dispensa a Mundo. O próprio animal parece esforçar-se para agradá-lo, como na cena em que despedaça um calango, demonstrando a virilidade que o pai do menino tanto esperava ver no “filho”, e também a repulsa de ambos ao signo. A presença de Fogo de certa forma parece esvaziar o desprezo que Mundo faz questão de exibir em relação a Trajano. No DKW ele ocupa o banco da frente e, em várias cenas, aparece como a Sombra enfática da personalidade recalcada de Jano.

## O mito de Prometeu
Em Cinzas do Norte encontramos um motivo comum explorado por autores em algumas obras, o mito de Prometeu. Filho de de Jápeto e Clímene, pertencente à raça dos Titãs, Prometeu gozava da simpatia dos deuses, especialmente de Zeus. Seguindo uma versão, teria sido ele o criador dos primeiros homens, ou seja, o inventor da humanidade.
Certa vez, o benfeitor da raça humana tentou ludibriar o deus onisciente na partilha de um boi, oferecendo a ele os ossos do animal envoltos em banha e ocultando a carne nas víceras.  Zeus, o que tudo sabe, fingiu-se de logrado, aceitando o quinhão coberto pela banha. Como castigo, o deus dos deuses privou a humanidade do fogo (inteligência), que até então era compartilhado com os sempre-vivos que habitam nas alturas.
Não se dando por vencido, Prometeu decidiu roubar o fogo e devolvê-lo aos homens, o que fizera através de certo estratagema. Mais uma vez, o pré-ciente Zeus pré-ciente fingiu-se enganar. Desta vez apenou o insolente com terrível castigo: o de ter o fígado comido, todos os dias, há certa hora, por uma ave (abutre) por todo o sempre.
O onipotente infligiu a humanidade com Pandora, a primeira mulher, a qual libertou todos os males encerrados em uma caixa, assolando os homens com fome, saber e sensualidade. Pandora foi um presente de Zeus a Epimeteu, irmão de Prometeu. É deste mito que surge a explicação para o trabalho. Mas Prometeu não roubara o fogo propriamente dito, apenas sementes de fogo, e para não vê-lo apagado o homem teve que escondê-lo no ventre da terra: assim surgiu a agricultura.
No Feng-Shiu, o fogo está relacionado à Fênix vermelha e sua direção, o sul; Cinzas do Norte, portanto, remeteria desta forma a um renascimento. Não a um renascimento espiritual, pessoal, ou seja, de uma ou mais personagens, mas em verdade à “esperança” do nascer de uma nova sociedade, de um novo tempo.
Matriarca da família Mattoso, possuidora do mesmo dom da palavra que Hermes deu à primeira mulher com o fim de ludibriar e confundir os homens, da sensualidade concedida por Hefesto, nos lábios vermelhos e carnudos, no decote em V, também da beleza e do desejo indomável insuflados pela deusa do amor e da fertilidade, Alícia é a bela e perversa Pandora, a dona do caos, com sua caixinha a disseminar a incendiária discórdia, incitando à desordem.
Trajano é Hefesto, deus da metalurgia (trabalho) e “do fogo”, divindade esta que nasceu justamente de uma união extraconjugal entre Zeus e Hera, assim como Mundo. Tal qual o deus coxo, o comerciante também é enfermo, convalescendo de diabetes, doença que o priva de tomar vinho, uma de suas poucas paixões. Hefesto era filho de Dionísio, deus do vinho.
Mundo é Prometeu aquele que rouba o fogo de Jano, quando toma para si o direito de escolher o próprio futuro. Roubar o fogo é o mesmo que superar proibições nos diz Bachelard. Assim como Prometeu, o jovem artista é um símbolo da mudança, da audácia e do idealismo. A fundação da arte é um legado deste mesmo herói.
Ao fogo atribui-se comumente o sentido de renovação, esta surgirá, pois a partir das cinzas, do ser-mais, do criativo-reativo, e da busca permanente pelo vir a ser, da procura íntima do eu no mundo.
O cachorro Fogo é, sem dúvida, personagem emblemática; além de guardião de seu patrão, é um indício onomástico do fim dos Mattoso. “No fim da rua, Fogo reconheceu o escritório do dono, saltou pela janela e ficou empinado diante de uma porta alta. O chofer esperou no carro, nós três subimos”. Aqui, o cão é pronominalmente citado como ser de relevante importância na vida social de seu dono. Fogo vai à frente, no lugar de Jano, quando este não está no veículo, de certo modo também, ocupando o lugar de Mundo.
O cão de Hatoum assemelhasse aos de Saramago. Fogo, assim como o cão das lágrimas (O ensaio sobre a cegueira) e Achado (A caverna), é um cão humanizado, paradoxal ao seu dono, pois Trajano é extremamente materialista e desumano (não confundir com cruel ou insensível). O cachorro é, sobretudo, fiel, acompanhando Jano na vida e na morte. Aliás, essa é a função mítica dos cães, segundo o Dicionário de Símbolos de CHEVALIER e GHEERBRANT, a de psicopompo.
No Tarô, na carta do Louco, podemos ver um homem e um cachorro.  Usando-a como modelo para nossa análise, teríamos o louco como a representação do lado (símbolo da lua) reprimido de Jano, seu animal interior, enquanto que o cão (Fogo:o sol) simbolizaria a domesticação, ou seja, a loucura é  liberdade de escolha, opção pelo instinto animal do homem em detrimento da razão, a personagem do descomedido e incivilizado Ranulfo retrata bem esse tipo.
O cachorro é, portanto, por ser o animal doméstico mais antigo em contato com a humanidade, “o portador do fogo” aos homens. O incêndio do casarão não só supõem o fim próximo da ditadura, mas também, da mesma forma que em Germinal e em O Ateneu, significa renovação, prenúncio de um novo tempo, visto a associação que o fogo tem com o restabelecimento e purificação da ordem, embora o destino de Mundo e Alicia sejam funestos. De acordo com Heráclito, o fogo era o elemento formador de todas as coisas, pois: tudo na natureza está em constante mutação e ele, o fogo, pode provocar os mais intensos estágios de transformação.

## O vermelho
Em Cinzas do Norte percebemos uma clara evocação ao vermelho: no vestido que Fogo morde na casa de Ramira, no teto do quarto de Mundo na mansão em Parintins, na roupa do menino filho de Ranulfo; e ainda, no boi (Garantido), na máscara vermelha, no casaco de veludo grená, na camisa de seda com decote em “V” e nos lábios vermelhos de Alicia, entre outras citações.
O vermelho está intima e diretamente associado ao fogo e ambos ao movimento, à mudança de estado. É um dos limites visíveis do espectro solar, a primeira cor que podemos distinguir. Podemos estabelecer uma relação do vermelho com a passagem de um estado de consciência a outro, do consciente ao inconsciente, ou vice-versa.
No Cristianismo é o sangue do Divino, e também o exército dos escolhidos que luta e vence o Dragão vermelho, segundo o livro de Apocalipse, capítulo 12, onde João narra que uma mulher "vestida de sol" dá a luz uma criança, um varão, a qual vem ao mundo com o propósito de “apascentar todas as nações". O verme (vermelho, do latim vermiculus) tenta devorar o pequeno que libertará a humanidade, mas acaba sendo vencido e lançado na terra, no mar de fogo.
Assim como o terceiro cavaleiro do Apocalipse, Mundo vem tirar a paz, o sossego dos militares-dragões e purificar a sociedade. O vermelho é dicotômico, guerra/paz, vida/morte, masculino/feminino, dual. Símbolo da sabedoria, do conhecimento, da ciência. A veste monacal, a túnica dos czares, as hemácias, Ogum, Iansã e Xangô.
A ave Fênix, pássaro lendário de muitos povos, após seu ciclo de vida, deitava-se em seu ninho de fogo, para ali morrer cremada, e depois de renascer voava do norte para o sul, recomeçando um novo ciclo.
O vermelho no sangue das camisas, símbolo da luta dos estudantes, na Rio Branco dos Cem Mil, vermelho da esquerda e do socialismo reacionário, do Campo de Cruzes em chamas; vermelho dos lábios de Alicia, que incita, mas que também, como um az de ouro nas noites de jogatina no casarão, adverte: - Não abuse da sorte.
Anos sessenta, década do vermelho de Mao Tsetung, de Stramberry Fields (Forever?) e da Primavera de Praga, de Hilhelm e Guevara. Primeiro transplante coronário; De Vermelho Vive O Coração, então: Faça amor, não faça guerra, a política do amor livre. Anos de Glauber Rocha e seu Dragão da Maldade contra o Santo Guerreiro.
E de novo o vermelho que incita: Na China dos camponeses, na Cuba de Fidel, na Argélia pela independência. Mas outra vez também o vermelho que alerta: AI-5 contra a subversão.
O Inferno Vermelho na vida dos militares, vermelho das bandeiras, da Coca-Cola, da ferida na alma de Mundo.

## Vila Amazônia
A vila de Jano, da qual Alicia não gosta de lembrar, realmente existe e localiza-se nas proximidades do município de Parintins, tal qual no romance. Talvez essa verossimilhança se justifique como uma homenagem do autor aos 38 imigrantes japoneses que a fundaram em 20 de junho de 1931.
Em Cinzas do Norte, a Vila Amazônia, assim como ocorreu na realidade, é uma colônia de plantation, onde é cultivada a juta, planta cuja fibra foi largamente utilizada na indústria têxtil e introduzida aqui na região pelos nipônicos.
O produto gerou divisas e emprego na década de 1930, dando certo fôlego à economia do Amazonas, após a catástrofe do látex. Para o projeto de colonização firmado pelo Brasil com o governo japonês, foi concedido um milhão de hectares de terras aos imigrantes daquele país.
Seguindo a verossimilhança, a propriedade de Jano entra em decadência e acaba sendo abandonada depois de sua morte. Lá trabalhavam alguns japoneses e índios, e também é onde mora um dos supostos muitos filhos de Ranulfo, menino o qual Jano faz questão de exibir com orgulho como uma prova viva da irresponsabilidade de seu desafeto, mas que na verdade foi apenas mais um dos muitos artifícios inventados por Alícia para enganá-lo.
Historicamente, com o começo da Segunda Guerra, os japoneses que moravam e trabalhavam na vila começaram a receber ameaças, alguns chegaram a ser presos e outros foram expulsos do país. A propriedade foi tomada como espólio de guerra e depois leiloada, passando às mãos da empresa de J. G. de Araújo, um dos maiores empresário do estado e amigo dos militares, pondo fim ao enorme crescimento alcançado pelo lugarejo. A vila chegou a ter escolas, armazéns e até um hospital. Hoje é uma pequena localidade, como muitas outras na Amazônia, perdida no meio da selva. Nela ainda vivem alguns descendentes dos primeiros habitantes.

## Análise estrutural
O romance é narrado em primeira pessoa, embora as cartas, também em primeira pessoa, de Ranulfo e Arana, sejam relevantes, consideramos o romance do ponto de vista de Olavo, classificando-o como narrador testemunha.
a) o tempo é anacrônico (as cartas funcionam como “flashbacks”);
b) espaço dimensional;
c) há verossimilhança;
d) narrador testemunha,
e) romance histórico.

## Onomástica
- JANO-(grego) início, princípio de todas as coisas (da mesma raiz de diás “dia”, como sabemos princípio masculino). Deus romano, de duas faces, protetor dos portos cuja invenção a ele é atribuída, assim como as trocas comerciais, filho de Gaia e Apolo. Fogo é essa outra face de Jano, seu alterego; J (valetes) uma das cartas do baralho (duas faces). Jânio (Jango) e Juscelino (JK) foram os dois últimos presidentes antes da ditadura e José Sarney o último da abertura à democracia.
- TRAJANO – Imperador romano.
- RAIMUNDO – (gótico) a proteção da casa, protetor poderoso, no contexto é a própria vida de cada um de nós, as decisões, os caminhos e experiências. Indica uma pessoa que tende a se isolar, pois é muito rigorosa consigo mesma e supervaloriza as virtudes dos outros. Mas, quando se conscientiza da sua própria importância, toma-se capaz de dar apoio e conselhos valiosos a todo mundo.
- OLAVO – (nórdico) sobrevivente ancestral.
- ALÍCIA – (grego) a verdadeira. No romance, porém o nome sugere aquela que alicia e corrompe.
- RAMIRA – (espanhol) grande juíza ou guerreira ilustre.
- RANULFO – (teutônico) o que combate com cautela.
- ALDUÍNO ARAÑA - na história da colonização latina, um dos maiores carrascos espanhóis.

## Algumas considerações
Mundo é uma personagem inquietante, possuidora de uma revolta cujo motivo apesar de claro não se sabe de onde vem nem quando começou. Nascido numa família abastada, criado num palacete, estudando em um dos melhores colégios da cidade, simplesmente se revolta contra o Estado e contra o pai. Que motivos teria um menino em sua condição social para renegar sua fortuna, rebelar-se contra o status quo?
Outro enigma com o qual nos deparamos é a vida de Alícia, da qual não sabemos nem a origem, nem os limites de sua personalidade manipuladora. Podemos realmente acreditar na carta de Arana a Mundo? “Essa é a verdade”, ela afirma, a respeito do teor da tal carta.
Passamos todo o livro convencidos de que Ranulfo é o pai de Mundo, aí surge a carta e... Começa a nos devorar uma dúvida infinita, protéica.
Alícia teria escrito a carta para apaziguar o sofrimento de Mundo, como um meio de confortá-lo em saber que não era filho de Trajano, mas de Arana, a quem sempre o menino admirou?  Ou para vingar-se de todos, inclusive de Ranulfo, teria ela forjado-a, pois não podia mudar a natureza fingida que sempre procurou dissimular, ainda que na ruína, e Trajano seria o verdadeiro pai?
Olavo é um narrador testemunha, o que é diferente de um narrador onisciente. Não podemos confiar absolutamente no que ele nos conta, pois se trata de uma visão subjetiva dos fatos. Verdade mesmo é que a dúvida persistirá para sempre, assim como em Dois Irmãos.